# Plaza de la República (Barcelona)
La plaza de la República (en catalán: Plaça de la República) se encuentra en el distrito de Nou Barris, en Barcelona (España). Está situada en la intersección entre el paseo de Valldaura, el paseo del Verdún y la Vía Julia, y sirve de frontera entre cuatro barrios: La Guineueta, La Prosperitat, Porta y Verdún. Está dedicada a la Segunda República Española, y tiene una superficie de 9000 m². Hasta 2016 recibió el nombre de plaza de Llucmajor, en honor a la localidad mallorquina de Llucmajor.

## Historia y descripción

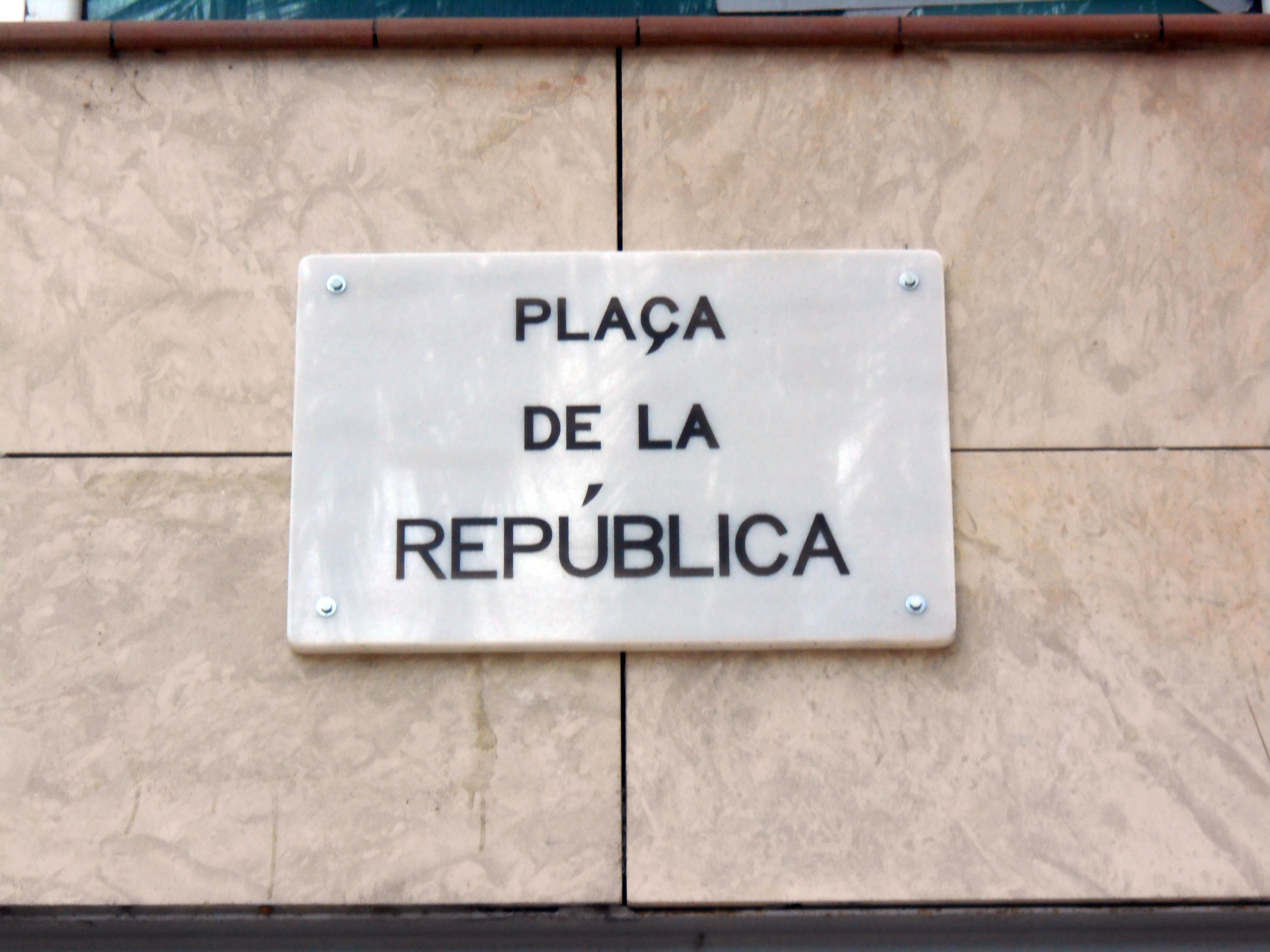
Rótulo de la plaza de la República

El proyecto de urbanización de la plaza se gestó en 1936, pero no se llevó a cabo hasta 1956-1958, en el contexto de los planes urbanísticos de ordenación de los barrios de la Guineueta, la Prosperitat y el Verdún. Fue dedicada a la localidad mallorquina de Llucmajor, en el contexto de un conjunto de calles urbanizadas en 1950 en el barrio de Porta, todas ellas nombradas con topónimos de las Baleares: además de Llucmajor, Sóller, Ciudad de Mallorca, Alcudia, Valldemosa, Pollensa, Deyá, Andrach, Porto Cristo, Lluch, Felanich, Formentor, Buñola y Jardines de Alfabia. Entre 1987 y 1990 la plaza fue reurbanizada por Pedro Barragán y Bernardo de Sola.

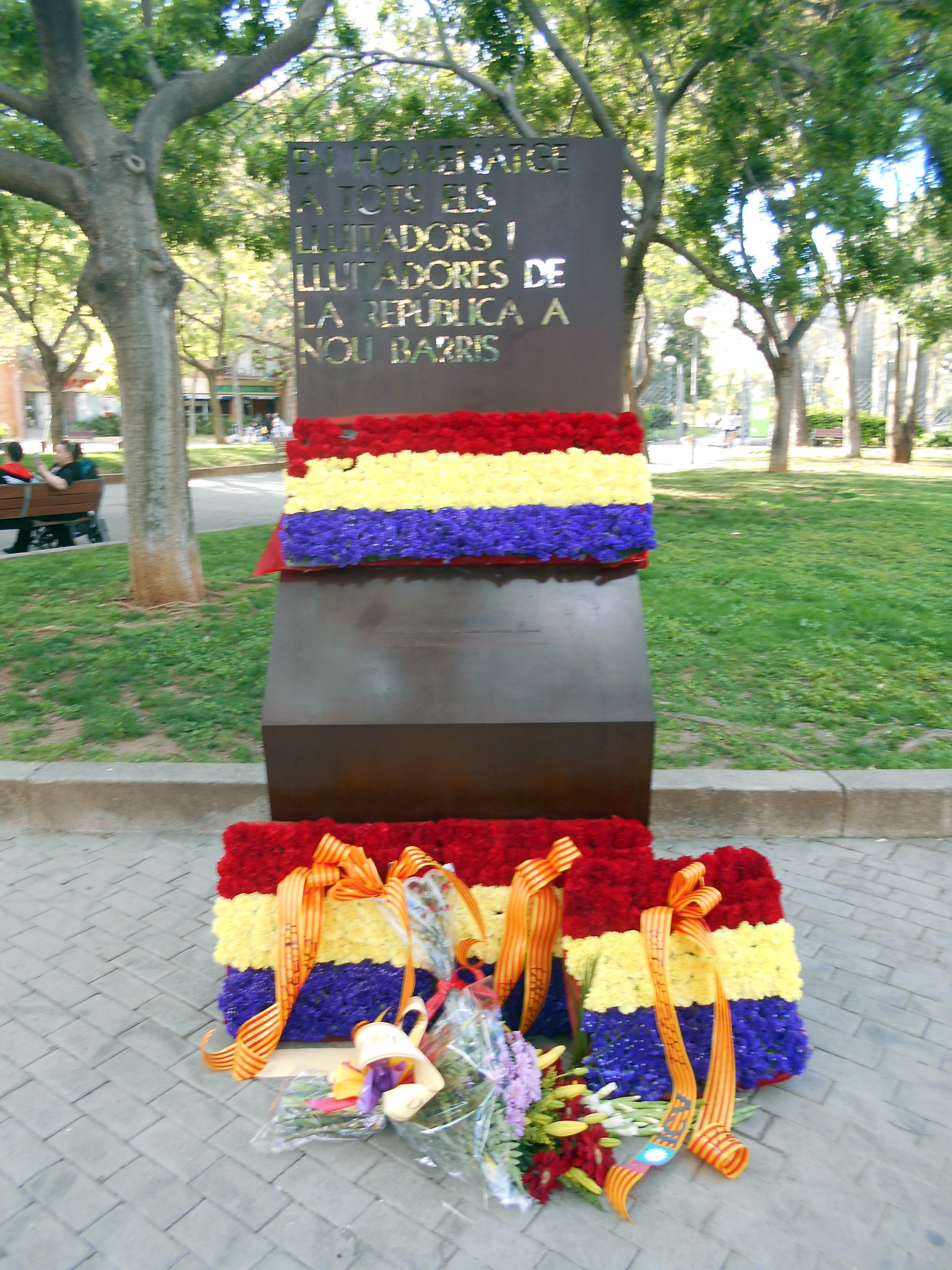
«En homenaje a todos los luchadores y luchadoras de la República en Nou Barris»

El elemento más destacado de la plaza es el Monumento a la República, obra de Josep Viladomat de 1934. Está dedicado a la Primera República Española, así como al que fue uno de sus presidentes, Francesc Pi i Margall. Consta de un pedestal de acero corten sobre el que se sitúa la figura de La República, una estatua de 4,5 metros de altura confeccionada en bronce, obra de Viladomat, además de un medallón de mármol en relieve con la efigie de Pi i Margall, obra de Joan Pie.
La estatua estaba situada originalmente en la plaza del Cinco de Oros, en lo alto de un obelisco, pero fue retirada tras la Guerra Civil, en 1939, y sustituida por otra de la Victoria, de Frederic Marès. Afortunadamente, la estatua y el medallón de Pi i Margall no fueron destruidos, sino que fueron guardados en un almacén municipal. Con la llegada de la democracia, el Ayuntamiento de Barcelona empezó a pensar en recuperarla, pero durante un tiempo no se encontró el lugar adecuado, al ser descartada la opción de volver a su ubicación original. En 1986 fue colocada provisionalmente en la puerta de entrada de la sede del distrito de Nou Barris, por iniciativa del concejal Juanjo Ferreiro. Finalmente, se decidió su emplazamiento en la plaza de Llucmajor, como parte integrante de un monumento de nueva construcción, que corrió a cargo de los arquitectos Albert Viaplana y Helio Piñón. El monumento fue inaugurado por el alcalde Pasqual Maragall el 14 de julio de 1990.
El 14 de abril de 2016 la plaza pasó a llamarse de la República, una vieja reivindicación vecinal que fue atendida por el Ayuntamiento de Barcelona. El anuncio se efectuó el 29 de noviembre de 2015, fijándose la fecha para el 14 de abril, «día de la República» (por la proclamación de la Segunda República el 14 de abril de 1931). De forma inversa, unos jardines situados en la plaza que estaban dedicados a la Segunda República pasaron a llamarse de Llucmajor, por lo que se mantuvo la dedicatoria a la localidad mallorquina en el nomenclátor barcelonés. Por ello, la estación de metro de Llucmajor que se encuentra en la plaza no sufrió ninguna variación en cuanto al nombre.
En los jardines de Llucmajor —anteriormente de la Segunda República— se encuentra una placa conmemorativa con la inscripción En homenatge a tots els lluitadors i lluitadores de la República a Nou Barris («En homenaje a todos los luchadores y luchadoras de la República en Nou Barris»), realizada en acero corten con unas dimensiones de 2,20 x 1 x 0,50 m. Fue colocada el 14 de abril de 2012, y suele ser escenario de ofrendas florales el día de la República (14 de abril).
En 2022, la estación de metro pasó a llamarse Llucmajor | República, al considerarse un nombre más descriptivo, en el seno de una serie de cambios de nombres en toda la red de transporte de Cataluña.
Barcelona tuvo anteriormente una plaza llamada de la República: la plaza de San Jaime, que se llamó así entre 1931 y 1939, el período de la Segunda República.

## Transportes
Metro
- Estación de Llucmajor

Bus urbano
- 11 31 32 47 50 51 73 76 81 82

Bus interurbano
- B16 B19

Nitbus
- N1 N6